# Anandra pseudovittata
Anandra pseudovittata là một loài bọ cánh cứng trong họ Cerambycidae.